# Psammosilene
Psammosilene, monotipski biljni rod iz porodice klinčićevki (Caryophyllaceae) iz jugozapadne Kine, jugoistočnog Tibeta i Mjanmara. Jedina vrsta je trajnica  P. tunicoides, koja je danas ugrožena. Veličina populacije ove vrste dramatično opada posljednjih godina zbog prekomjernog branja, a trenutno je navedena u Crvenoj knjizi kineskih biljaka kao rijetka i ugrožena vrsta (Fu i Chin, 1992.).
Opisana je prije više od 500 godina i visoko je cijenjena u tradicionalnoj kineskoj medicini zbog ublažavanja bolova, koagulacijskih učinaka i poticanja cirkulacije krvi (Qu et al., 2011).

## Sinonimi
- Silene cryptantha Diels